# RobotC
RobotC est un langage de programmation basé sur le langage C. C'est le premier langage en robotique, spécialisé dans le domaine de l'éducation. Il a été créé avec un environnement de développement à usage simple « EtU » (Easy-To-Use). RobotC permet de programmer des robots tels que VEX IQ, VEX COREX, NXT, EV3 tout comme les Arduino MEGA 1280 et MEGA 2560. Sa structure en fichier permet de retrouver les commandes et les variables recherchées. Le langage RobotC est actuellement sous licence propriétaire. 
Le codage étant flexible et relativement universel, l'utilisateur souhaitant transmettre le code à une plateforme, ne rencontrera aucune ou peu de difficultés.

## Caractéristiques

### Syntaxe
La syntaxe se rapproche beaucoup de celle d'autres langages de programmation tels que C++ ou Python, dont le script est similaire. Les erreurs de syntaxe sont identifiés par le système, et sont énumérées dans une nouvelle fenêtre. 
Il y a plusieurs similitudes avec les commandes et mots-clés de base entre les langages de programmations. Le script débute par une accolade ouvrante « { » et se termine par une accolade fermante « } ». Celles-ci définissent le domaine d'exécution du programme.
Voici un exemple de script court:
| Programme en RobotC |
| --- |
| task main() { int distance = 20; //distance en cm int motorSpeed = 60; while(true){ motor[motorA] = motorSpeed; measuredDistance = SensorValue; if (measuredDistance≤distance){ motor[motorA] = 0; } |

### Mots-clés du langage
Les mots-clés de RobotC 4.30 sont les suivants: while, if, else, case, switch, break, motor, wait, get. Ces mots-clé doivent être compris pour comprendre un algorithme d'un script.

### Types de base
Les types de bases, comme dans presque tous les langages développés, sont puissants et assez complets.
Exemple avec des types numériques :
- int (integer), qui est un type de données à plus d'une dizaine de chiffres en décimal.
- float, qui est un nombre en virgule flottante (soit un nombre entre -1,7×10^308 et 1,7×10^308)